# 최후의 증인 (1987년 드라마)
《최후의 증인》은 1987년 6월 1일부터 1987년 6월 29일까지 방영된 문화방송 월화드라마로, 동족상잔의 비극인 6.25로 인해 삶이 뒤바뀐 인간군상들의 모습을 추리극 형식으로 그렸다.
이 드라마는 6.25를 소재로 삼았는데 마침 6월에 방영되면서 시기도 적절하고, 무엇보다 조기 제작으로 지리산 공비유격대가 암약하는 장면을 겨울 배경으로 실감나게 촬영하여 시청자의 시선을 사로잡았다. 추리극 형식을 빌어쓴 것이 또한 시청자의 호기심을 자극하기도 했으며, 배우들 역시 배역을 잘 소화해내어 한층 더 흥미를 끌기에 좋았다. 더불어 연출과 연기자의 연기도 조화를 잘 이루고 문학작품을 극화하면서 문학성과 재미를 놓치지 않은 수작이라는 평가도 있다.

## 방송 시간
| 방송 채널 | 방송 기간                        | 방송 시간                               | 방송 분량                        |
| --------- | -------------------------------- | --------------------------------------- | -------------------------------- |
| MBC TV    | 1987년 6월 1일 ~ 1987년 6월 2일  | 매주 월·화요일 밤 10시 40분 ~ 11시 40분 | 60분                             |
| MBC TV    | 1987년 6월 8일 ~ 1987년 6월 29일 | 매주 월요일 밤 9시 50분 ~ 11시 50분     | 120분 (1회당 60분 2회 연속 방송) |

## 줄거리
아내의 죽음으로 방황하던 오 형사가 의문의 연쇄살인사건을 수사하며 일어나는 살인자의 가족들과 자신과의 갈등을 그린 드라마이다.

## 등장 인물
- 전운
- 김해숙
- 김홍석
- 김상순
- 홍성민
- 한인수
- 최불암 : 황바우 역
- 임현식
- 박영지
- 송기윤
- 이정길
- 신충식
- 김기일
- 이영후
- 길용우
- 김두삼
- 전호진
- 박경순
- 이창환
- 전인택
- 변영철
- 방훈
- 박규채
- 변희봉
- 임문수
- 강성욱
- 남영진
- 윤창우
- 김석옥
- 조한려
- 최은숙
- 김보경
- 오경애
- 신신애
- 오지명
- 이계인
- 김영란 : 손지혜 역
- 유인촌 : 오병호 형사 역
- 임미미
- 김희라 : 양달수 역

## 수상
- 1987년 제14회 한국방송대상 TV 남자 연기상 - 유인촌[5]